# Жаклін Дубровіч
Жаклін Дубровіч (18 липня 1994 , Патерсон, Нью-Джерсі ) — американська фехтувальниця на рапірах, олімпійська чемпіонка 2024 року.

## Виступи на Олімпіадах
| Олімпіада  | Дисципліна           | Місце |
| ---------- | -------------------- | ----- |
| Токіо 2020 | індивідуальна рапіра | 21    |
| Токіо 2020 | командна рапіра      | 4     |
| Париж 2024 | індивідуальна рапіра | 18    |
| Париж 2024 | командна рапіра      | 1     |